# قمبريط زغبي
قمبريط زغبي (الاسم العلمي:Combretum comosum) هو نوع من النباتات يتبع جنس القمبريط من الفصيلة القمبريطية.